# Dov Bigon
Rabín Dov Bigon (hebrejsky דב ביגון‎) je zakladatel a roš ješiva ješivy Machon Me'ir v Jeruzalémě.

## Biografie
Narodil se v Cholonu roku 1940 v sekulární rodině. Od 14 let žil samostatně v kibucu Mišmar ha-Šaron a byl činný v hnutí ha-Šomer ha-ca'ir. Během služby v armádě absolvoval důstojnický kurz a velel v jednotce nachal. Byl mimo jiné velitelem svého přítele z kibucu Ehuda Baraka. Byl také jedním z prvních průvodců Spolku ochránců přírody. V šestidenní válce byl velitelem roty v bitvách o Jeruzalém.
Ve věku 23 let se pod vlivem rabína Aharona Kelera rozhodl prohloubit své znalosti o židovství a začal studovat v ješivě v Kfar Chasidim a pak v Merkazu ha-rav v Jeruzalémě, kde získal pod vedenim Cviho Jehudy Kooka rabínskou hodnost.
Po jomkipurská válce založil a dodnes vede ješivu Machon Me'ir, která vyučuje tóru v duchu myšlenek rabína Avrahama Kooka.